# 가토 요시아키
가토 요시아키(일본어: 加藤 嘉明, 에이로쿠 6년(1563년) ~ 간에이 8년 음력 9월 12일(1631년 10월 7일))는 일본 아즈치모모야마 시대, 에도 시대의 무장, 다이묘이다. 과거에는 가토 요시아키라였으며 다른 이름은 시게카쓰(일본어: 茂勝)이고, 통칭 마고로쿠(일본어: 孫六). 미나쿠치번 가토 가문의 시조. 시즈가타케의 일곱 자루 창 중 한명으로 유명하다.

## 히데요시 시대

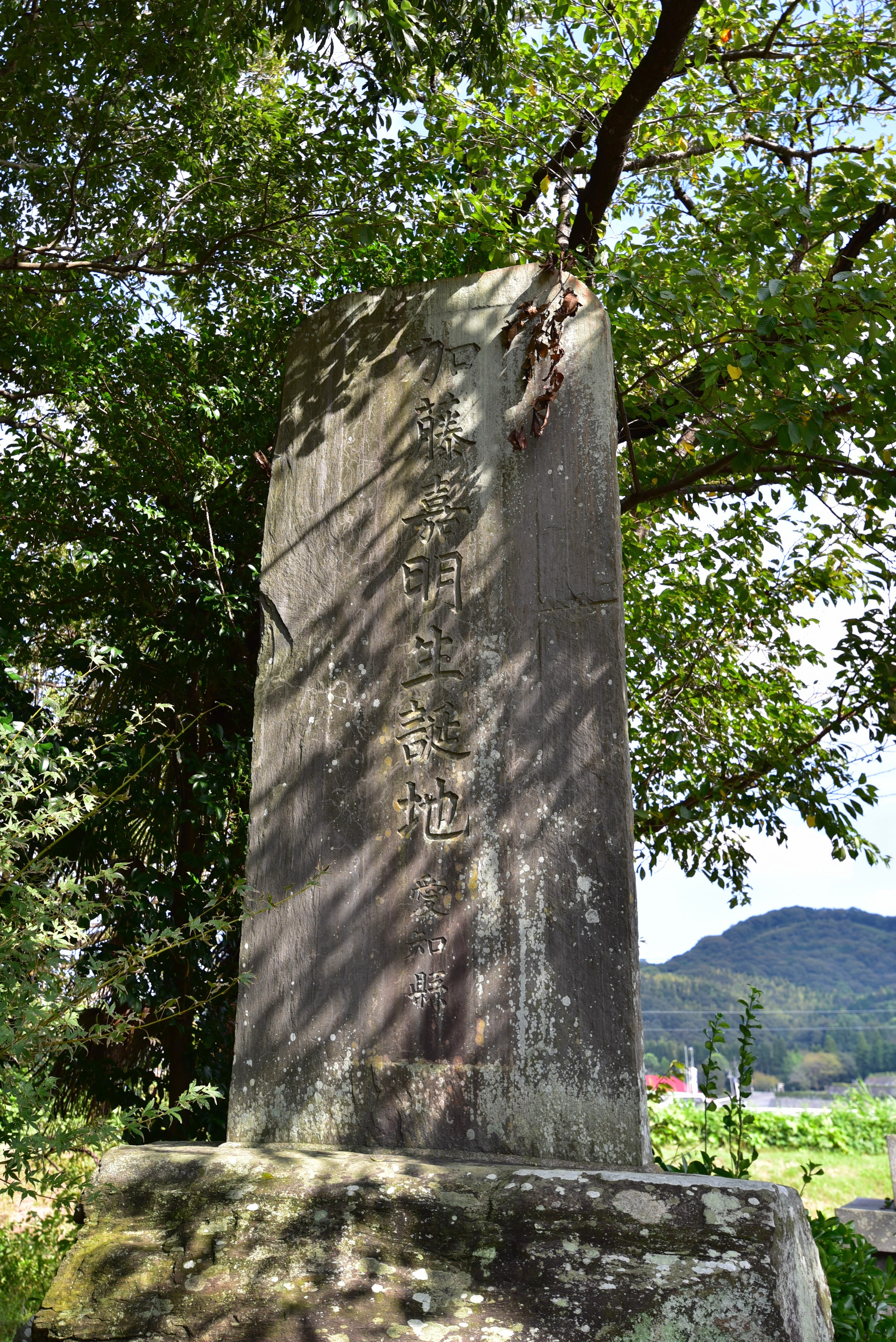
가미나가라초 신메이사에 있는 가토 요시아키 탄생지비(아이치현 니시오시)

에이로쿠(永禄) 6년(1563년), 도쿠가와 이에야스(徳川家康)의 가신 가토 노리아키(加藤教明)의 맏아들로 태어났다. 태어난 해에 미카와 잇코 잇키가 발발하였는데, 아버지 노리아키가 잇키측에 가담하고 이에야스를 배신하였다. 이로 인해 노리아키는 유랑하는 신세가 되었고, 요시아키도 같은 처지에 놓였다. 마침내 요시아키는 오와리에서 가토 가게야스(加藤景泰)의 천거를 받아 하시바 히데요시(羽柴秀吉)에게 발탁되어 고쇼(御所)로 일하게 되었다.
에이로쿠 6년(1563년), 미카와 하타즈군 요시사토(永良郷, 현: 아이치현 니시오시)에서 도쿠가와 이에야스의 가신인 가토 노리아키의 장남으로 태어났다. 태어난 해의 미카와 잇코 잇키로, 부친이 잇코 잇키에게 대항하여 이에야스에게 배반해, 패해 유랑의 몸이 되었으므로, 요시아키도 방랑했다.
유전 후에 오미(近江)에 이르러, 아버지는 나가하마성(長浜城)주·하시바 히데요시를 섬겨 300석을 차지하고, 야지마고(矢嶋郷)에 살았다. 요시아키는 말 행상을 돕다가 어린 나이에 뛰어난 자질이 있어 가토 가게야스(加藤景泰, 가토 미쓰야스의 아버지)에게 발탁되어 히데요시에 천거되었다. 히데요시는 이를 가게야스의 유코로 삼아 이를 계기로 가토 성을 따르게 되었다고도 말한다.
히데요시는 요시아키를 자신의 양자 하시바 히데카쓰의 고쇼(小姓, こしょう, 무장을 호종하는 역)로 모시도록 했다. 그런데 덴쇼 4년(1576년)의 하리마(播磨) 공세에 요시아키는 히데카쓰의 허락 없이 종군하였다. 이것이 히데카쓰의 양모이자 히데요시 부인 네네(寧寧)에게 발각되어, 첫 진을 앞둔 주군을 제쳐두고 그 주군을 모시는 고쇼가 첫 진을 치려 하니 웬일이냐고 격노한다. 네네는 요시타카가 무뢰한 자라며 즉각 추방할 것을 호소했으나, 히데요시는 거꾸로 요시아키의 의욕을 높이 평가해 진중에 머물게 했을 뿐만 아니라 300석의 부지를 주고 직신으로 삼기로 결정했다.
덴쇼 6년(1578년) 3월, 히데요시군을 따라 미키성 공위에 참가해 첫 진을 장식해, 4월의 빗추스쿠케야마 전투(備中須久毛山の戦い)에서는, 15살에 처음으로 2개의 수급을 올렸다.(미키 전투)　
덴쇼 10년(1582년) 혼노지의 변(本能寺の変)으로 오다 노부나가(織田信長)가 쓰러지자 주고쿠로 돌아온(中国大返) 히데요시의 군에 6월 13일 야마자키 전투(山崎の戦い) 직전 요시아키도 가세했다.이에 따라 야마시로 히시다촌(菱田村)에 300석의 가증이 되었다. 오다 노부나가 사후인 덴쇼 11년(1583년)에는 히데요시와 시바타 가쓰이에 사이에서 벌어진 시즈가타케 전투에 참전하여, 후쿠시마 마사노리, 가토 기요마사, 와키자카 야스하루등과 함께 활약해 전공을 세워 단번에 녹3,000석을 주어 이노우에(千岳)의 시즈가타케의 칠본창(賤ヶ岳の七本槍) 중 하나로 손꼽히게 되었다. 요시아키는 이후 덴쇼 13년의 시코쿠 정벌(四国征伐), 덴쇼 15년의 규슈 정벌(九州征伐), 덴쇼 18년의 오다와라 정벌(小田原征伐) 등에서 수군을 이끌고 참전했다. 덴쇼 14년에는 전공을 인정받아 아와지노쿠니(淡路国)의 1만 5천 석 영지를 받아 다이묘가 되었다.
덴쇼 12년(1584년), 고마키·나가쿠테 전투와 사가 공세에 종군. 덴쇼 13년(1585년) 3월, 히데요시가 간파쿠(関白)가 되었을 때에, 가메이도 종5위하·사마노스케(左馬助 さまのすけ[*])를 배령해, 이후에는 사마스케(左馬助)라고 칭했다. 동년 6월의 시코쿠 정벌(시코쿠 평정)에서는 고바야카와 다카카게의 여력이 되어, 이요의 정벌에 참가. 덴쇼 14년(1586년) 11월 2일, 그 행상으로, 가메이는 아와지의 쓰나, 미하라군(御原郡) 1만 5,000석에 봉해져 다이묘가 되어, 시치성주가 되었다.
덴쇼 15년(1587년)의 규슈 정벌이나 덴쇼 18년(1590년)의 오다와라 정벌 등에서는, 아와지 수군을 이끌고 참가하였다. 전자에서는 해로(海路)에서 사쓰마에 들어가 가와치강(川内川)으로 도하(渡河)를 지원하고, 후자에서도 해로에서 시모다성(下田城)을 습격해 포위 공략하는 공을 세웠다.
임진왜란 원년인 1592년(선조25년, 만력20년), 1,000명을 이끌고 출정하였고, 요시아키는 선대장 구키 요시타카(九鬼嘉隆)에 이어 부장(副將)으로 아와지 수군을 이끌고 전전하였다. 많은 해전을 치르면서 이순신 지휘 조선 수군과도 자주 싸웠다. 7월 안골포 해전에서 거북선과 처음 조우한 것도 요시타카, 요시아키 두 장수로, 같은 시기에 있었던 한산도 대첩에서 와키사카 야스하루가 패한 반면 요시아키는 적을 격퇴하고 이를 히데요시에게 칭찬받아 감사장(感状)을 받았다.
1594년(선조27년, 만력22년) 1월 고니시 유키나가와 명나라 심유경(沈惟敬)의 강화 교섭이 시작돼 가메이 등 여러 장수 일부는 일시 귀국했다. 2월, 군공에 의해 아와지 국내에 1,700석 증봉되었다. 다음 해 7월에는 이요(伊予) 마사키(에히메현 마츠마에정)에서 증봉되어 합계 6만 석이 되었다. 또 별도로 창고입지 4만 석에 대한 관리도 명령받았다. 이 때문에 시치성을 물리치고 이요마사키 성으로 옮겼다. 요시아키는 가신·아다치 시게노부(足立重信)에게 명해 이요가와(그에 의해 시게노부가와라고 불리게 된다)의 하천 개수를 시켜, 성의 성시(城市)도 확장시켰다.
강화 협상은 결렬되고 게이초(慶長) 2년(1597년) 3월 요시아키도 다시 출정, 6번대에 속해 1,600명(주로 수군)을 이끌었다. 그해 7월 원균이 이끄는 조선 수군을 궤멸시킨 칠천량 해전에 참가해 대전 성과를 올렸지만 영지도 곁에서 공을 다투던 도도 다카토라(藤堂高虎)에게는 미치지 못했고 이후로는 더욱 사이가 나빠졌다. 8월 금주로 나아가 남원성을 함락시켰고, 울산성 전투에서는 조명연합군의 포위로 가토 기요마사가 울산성에 틀어박혀 식량 결핍에 시달리다 게이초 3년(1598년) 1월 요시아키도 구원한 군의 일원으로 육전도 벌였다. 올 봄 히데요시에게 바치기 위한 호랑이를 사냥해 보내고 예장(礼状)을 받았다. 일본군은 전승했으나 사기는 오르지 않았고, 4월 명나라 대군이 다가올 것으로 알려진 고니시 유키나가 등 여러 장수들은 순천성에서 철수할 것을 주장했으나, 가메이 1명 이에 강력히 반대해 히데요시의 재가를 받게 되었다. 히데요시는 요시아키를 격찬하여 유키나가를 질책하였고, 5월 요시아키에게 3만 7,000석을 가증하여 10만 석을 더 얻었을 뿐만 아니라, 주인장의 문면으로 영지를 마련하면 더더욱 국주 다이묘로 내세울 것이라고 약속하였으나, 그 8월에 히데요시가 사망하였으므로, 이는 이루어지지 않았다. 그 후, 도쿠가와 이에야스·마에다 도시이에(前田利家) 등 다이로의 협의에 의해 철수로 정해져 요시아키도 귀국했다.

## 세키가하라 전투 이후

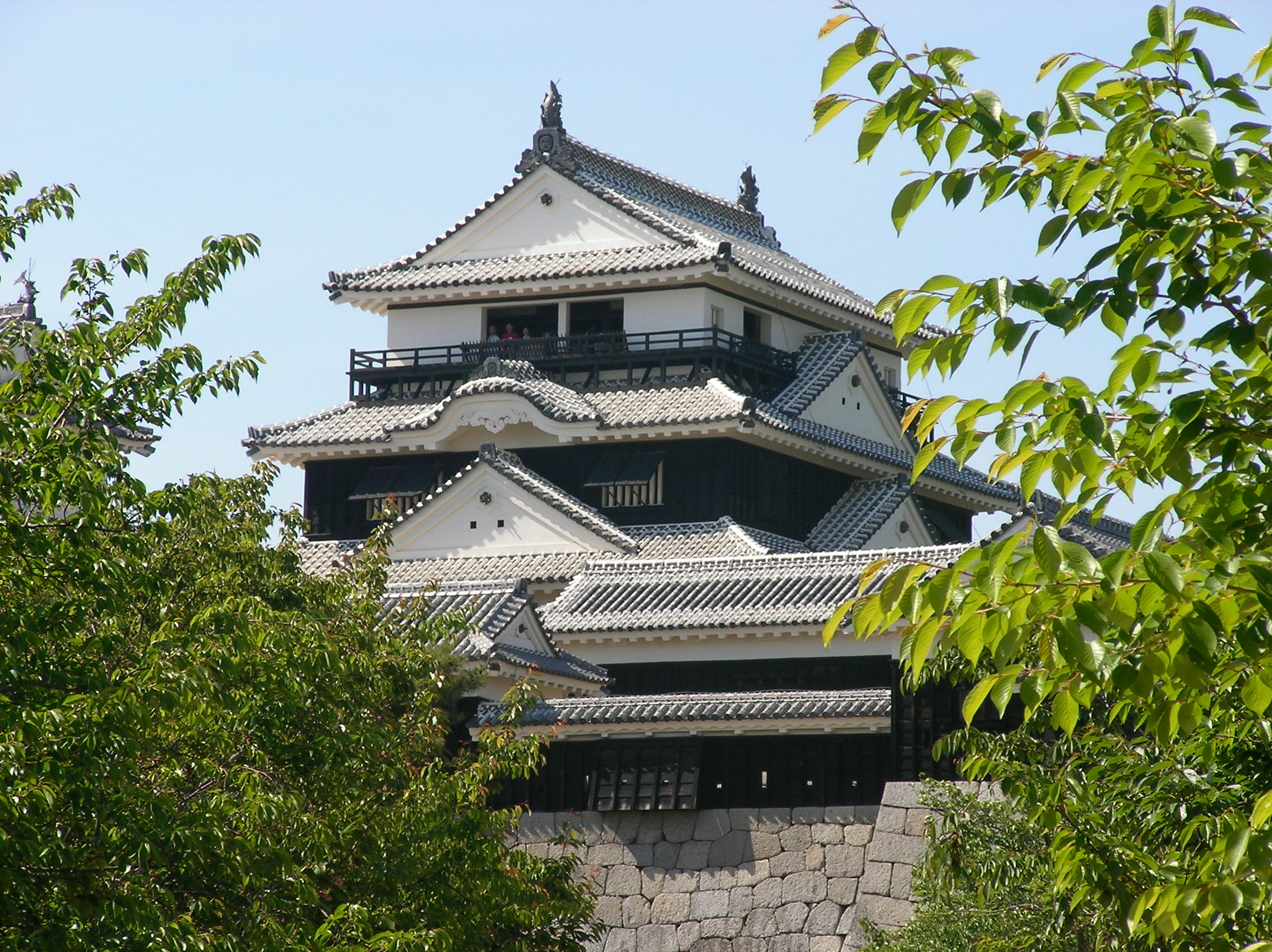
마쓰야마성

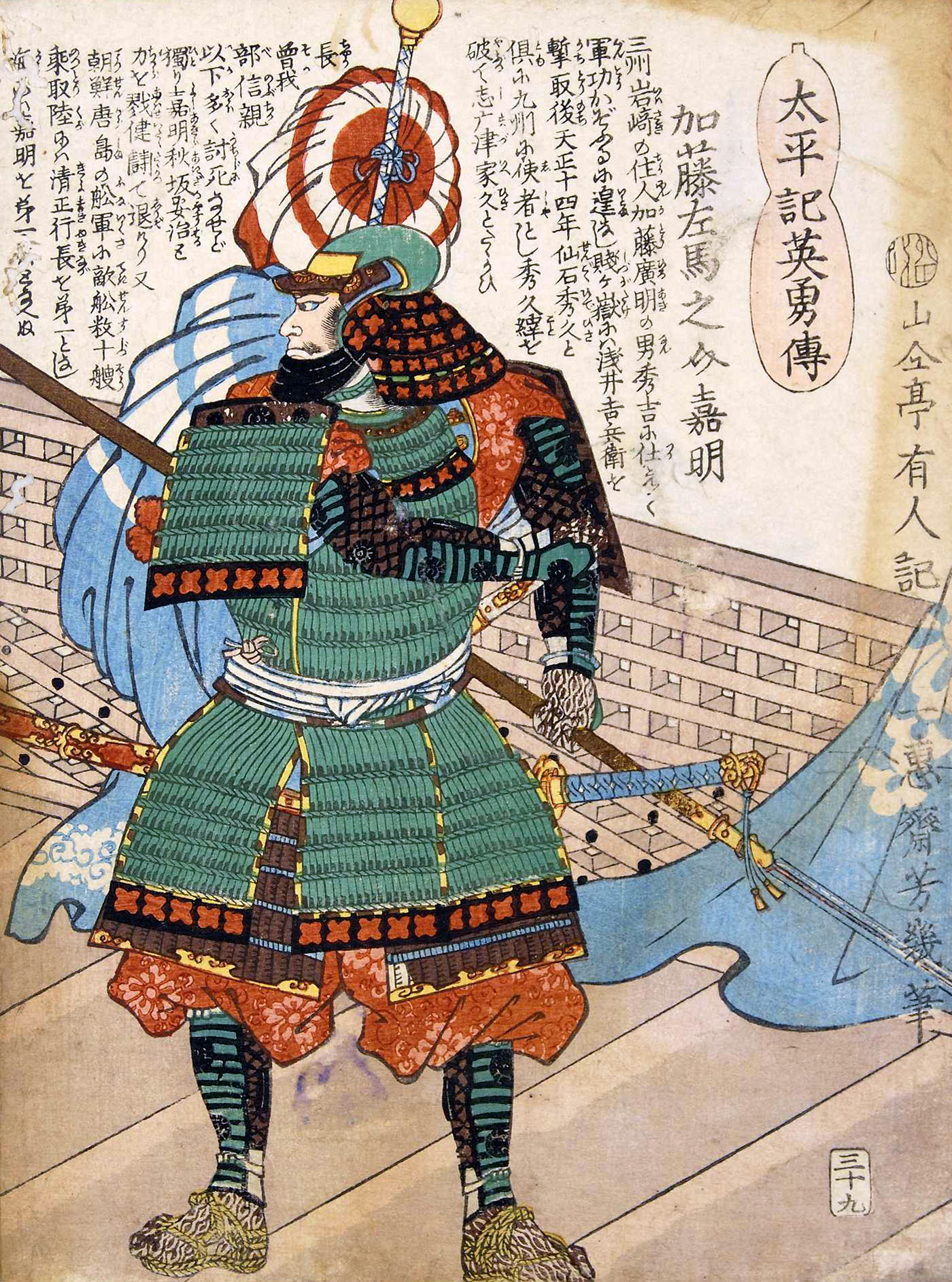
가토 요시아키, 아와지 수군을 이끌고 일본 수군의 부장 주자로서 각지에서 역전했다.(요시이쿠작 『타이헤이키 에에유덴 산주큐』)

게이초 3년(1598년), 히데요시가 사망하자 귀국하였고, 이시다 미쓰나리와 도쿠가와 이에야스가 대립하는 상황에서 이에야스파에 속하였다. 게이초 4년(1599년), 마에다 도시이에 사후 가토 기요마사가 미쓰나리 살해를 기도했을 때 습격자 중 일원으로 가담하였다. 게이초 5년(1600년), 이에야스가 우에스기 가게카쓰의 모반을 주장하고 토벌 명령을 내리자 요시아키도 출진하였다. 이에야스가 오사카성을 비운 사이 미쓰나리가 거병하여 세키가하라 전투로 이어졌는데, 요시아키는 그 전초전인 기후성 전투, 오가키성 전투에 참전했고, 세키가하라 전투에서는 미쓰나리의 군대와 싸워서 전공을 올렸다. 전투 이후, 그 공적으로 이요 마쓰야마번 20만 석으로 증가 전봉되었다.
히데요시로부터 은급을 받은 다이묘라 하여 이에야스로부터 위험시되었던 요시아키는 오사카 여름 전투(大坂夏の陣) 때는 에도성 수비로 머물렀으며, 오사카 겨울 전투(大坂冬の陣) 때는 도쿠가와 히데타다를 따라 참전했다. 겐나 5년(1619년)에는 후쿠시마 마사노리의 영지 몰수에 따른 히로시마성 접수를 담당했다. 간에이 4년(1627년), 아이즈번의 가모 다다사토가 사망하고 후계 문제로 가모 가문이 삭감 전봉되면서, 아이즈번 40만 석 영지로 전봉되었다. 요시아키는 마쓰야마번주로 취임한 뒤 마쓰야마성을 건축하고 있었는데, 결국 아이즈로 옮겨가면서 완성을 보지 못하게 되었다. 성이 완성된 것은 가모 다다토모가 재임할 때였다. 간에이 8년(1631년)에 69세의 나이로 순절하였고, 적자인 가토 아키나리가 그 뒤를 이었다.
다이쇼 6년(1917년) 11월 17일, 다이쇼 천황의 특지로 가토 요시아키에게 관위 종3위가 추증되었다.

## 주요 가신
- 쓰쿠다 가즈나리(佃十成)
- 아다치 시게노부(足立重信)
- 이시카와 류지(石川隆次)
- 야부 요자에몬(藪与左衛門)
- 반 나오유키(塙直之)[3]
- 구로다 규베나오쓰구(黒田九兵衛直次)

## 관련 작품
드라마
- 아오이 도쿠가와 삼대 (2000년, 대하드라마 (NHK)) - 하야사카 나오야

영화
- 명량 (2014년) - 김강일

## 같이 보기
- 가토 기요마사